# Casper en Hobbes
Casper en Hobbes (originele Engelstalige titel Calvin and Hobbes) is een humoristische Amerikaanse stripreeks van Bill Watterson. De strip verscheen van 18 november 1985 tot 31 december 1995 als krantenstrip in de VS, onder het Amerikaanse systeem van syndicering. Op het hoogtepunt van hun populariteit waren de avonturen van Casper en Hobbes te lezen in meer dan 2400 kranten verspreid over de hele wereld. Van de zeventien verzamelalbums van Casper en Hobbes zijn tot nu toe meer dan 23 miljoen exemplaren verkocht.
In tegenstelling tot bij veel andere strips bestaat er van Casper en Hobbes geen officiële merchandising. Dit omdat Watterson een regelrechte afkeer heeft van het commercieel bedrijf. Met uitzondering van de gepubliceerde verzamelalbums is er vrijwel geen legaal Casper-en-Hobbes-materiaal te koop. Watterson heeft ook consequent geweigerd om na de stopzetting van de strip in 1995 nog nieuwe gags te produceren.

## Verhaal
Watterson schetst de belevenissen van een zes jaar oud, fantasierijk jongetje Casper (Calvin, genoemd naar de theoloog Johannes Calvijn) en zijn knuffeldier, de tijger Hobbes (genoemd naar de filosoof Thomas Hobbes). Voor Casper is Hobbes een levende tijger en een levende vriend, maar voor anderen is hij gewoon een knuffel. Watterson zelf zegt dat Hobbes niet voortkomt uit de fantasie van Casper, noch dat hij miraculeus tot leven komt als hij alleen is met Casper. "Ik toon twee versies van de werkelijkheid, en elke versie is volledig logisch voor de betreffende toeschouwer."
De strip speelt zich af in het (ten tijde van de strip) hedendaagse Amerika, in een uithoek van een niet nader genoemde voorstad. In de meeste gags spelen Casper en Hobbes de hoofdrol, hoewel sommige ook zijn familie als onderwerp hebben. De belangrijkste thema's zijn Caspers dagdromen, zijn vriendschap met Hobbes, zijn kleine tegenslagen, zijn opvattingen over een waaier van politieke en culturele vraagstukken en zijn omgang en relaties met zijn ouders, schoolkameraadjes, leerkrachten en andere leden van de maatschappij. Herkenbare figuren uit het echte leven komen niet voor, maar thema's zoals ecologie of de (on)betrouwbaarheid van opiniepeilingen komen vaak aan bod. Het komische effect komt vaak door de manier waarop Calvin reageert: zoals volwassenen wanneer ze als kleine kinderen behandeld worden.

## Chronologie
Casper en Hobbes zagen het licht toen Watterson, die een afkeer had van zijn toenmalige job in de reclamesector, zijn vrije tijd aan striptekenen — zijn ware liefde — wijdde. Hij probeerde verschillende ideeën uit, die allemaal afgewezen werden door de syndicaten waaraan hij zijn werk voorlegde. Een nevenfiguur met een knuffeltijger (het kleine broertje van de hoofdfiguur) trok echter de aandacht van United Features Syndicate, waarna Watterson een nieuwe strip begon met het jongetje als centraal personage, die echter nog steeds niet goed genoeg werd bevonden. Pas na nog enkele afwijzingen besloot Universal Press Syndicate uiteindelijk om de stripreeks te verdelen.
De eerste gag verscheen op 18 november 1985, en de reeks werd al snel een hit. Binnen het jaar was de strip te lezen in bijna 250 kranten. In april 1987, slechts zestien maanden na het debuut in de kranten, verscheen een artikel over Watterson en zijn werk in de Los Angeles Times, een van de belangrijkste Amerikaanse kranten. In 1986 en 1988 werd Watterson voor Casper en Hobbes bekroond tot 'Outstanding Cartoonist of the year' (striptekenaar van het jaar) door de 'National Cartoonist Society' (nationale vereniging van striptekenaars). Binnen korte tijd werd de strip ook wereldwijd in vertaling uitgebracht.
Gedurende twee lange periodes — van mei 1991 tot februari 1992, en nog eens van april tot december 1994 — is Watterson gestopt met het maken van nieuwe strips.
In 1995 stuurde hij, via zijn syndicaat, een brief naar de redacteurs van de kranten die zijn strip brachten. Daarin zei hij het volgende:

Eind dit jaar stop ik met Casper en Hobbes. Dit was geen gemakkelijke en ook geen recente beslissing, en het is met een zekere droefenis dat ik afscheid neem. Mijn interesses liggen nu echter elders, en ik denk dat ik alles gedaan heb wat voor mij mogelijk is binnen de beperkingen die dagelijkse deadlines en kleine kadertjes voor een krantenstrip meebrengen. Ik zou graag in een bedachtzamer tempo willen werken en met minder artistieke compromissen. Ik heb nog niets beslist over toekomstige projecten, maar ik blijf samenwerken met 'Universal Press Syndicate'.
Dat zoveel kranten Calvin en Hobbes brachten is voor mij een eer, waar ik lang trots op zal blijven, en ik heb u aller steun en begrip gedurende deze laatste 10 jaar ten zeerste weten te waarderen. Deze humoristische reeks mogen tekenen was voor mij een voorrecht en een genoegen, en ik dank u dat u mij de gelegenheid hebt willen geven.

De laatste gag verscheen op zondag, 31 december 1995. Ze toont Casper en Hobbes buiten in de vers gevallen sneeuw, opgewonden en vol bewondering voor dit winterse schouwspel. "Het is een wondere wereld, Hobbes, ouwe jongen!", roept Casper in het laatste plaatje. "Kom mee, op ontdekking!"

### De artiest Watterson en de syndicaten
Vanaf de start waren er wrijvingen tussen Watterson en zijn syndicaat. Watterson weigerde om promotietournees te maken voor de verzamelalbums en sprak zijn veto uit over elke vorm van commercialisering van zijn stripfiguren, die volgens hem de integriteit van de kunstenaar en zijn werk zouden ondermijnen. Hij zag commercialisering als de voornaamste negatieve invloed in de stripwereld.
Met lede ogen zag hij ook hoe de ruimte voor strips in de kranten voortdurend inkromp. Hij beklaagde zich erover dat de strip als kunstvorm banaal werd door de schaars toegemeten ruimte voor een eenvoudige dialoog en wat rudimentaire tekeningen. Hij ijverde voor een paginagrote versie van zijn strip, waar de meeste krantenstrips slechts enkele hokjes toebedeeld krijgen. Hij had heimwee naar de artistieke vrijheid waar klassieke strips zoals Little Nemo in Slumberland en Krazy Kat van genoten, en hij gaf staaltjes van wat men met zulke vrijheid kon verwezenlijken in de eerste bladzijden van de compilatie met zondagse afleveringen The Calvin and Hobbes Lazy Sunday Book.
Tijdens Wattersons eerste productiepauze moesten kranten die oude afleveringen herdrukten de volle prijs blijven betalen aan 'Universal Press Syndicate'. Dit was niet naar de zin van de uitgevers, maar de strip was zo populair dat ze niet anders konden dan instemmen, uit vrees dat een concurrerend blad Calvin and Hobbes, en daarmee hun fans, zou overnemen. Na zijn terugkeer liet 'Universal Press' weten dat Watterson de garantie vroeg dat de zondagse afleveringen van Calvin and Hobbes minstens een halve krantenpagina, of een hele pagina op tabloid-formaat zouden krijgen. Veel uitgevers en zelfs enkele collega-striptekenaars, zoals Bil Keane (van The Family Circus) beschuldigden hem van wat zij arrogantie noemden, en onwil om zich neer te leggen bij de gewone gang van zaken in het stripbedrijf — beschuldigingen die Watterson over zich heen liet gaan. Watterson had die voorwaarden bedongen om zich meer creatieve vrijheid te kunnen veroorloven in de zondagafleveringen. Eerder moest hij zich houden aan een vast aantal frames met weinig vrijheid wat betreft lay-out (omdat de strip in verschillende formaten zou kunnen worden afgedrukt), nadien was hij vrij om elke grafische lay-out te kiezen die hij maar wou, hoe onorthodox ook. Zijn frustratie over het keurslijf waarin de kranten hem dwongen is merkbaar in de oudere afleveringen, zoals op een zondagse pagina uit 1988 in één enkel frame, maar met alle dialoog en handeling samengedrukt in het onderste gedeelte, zodat de redactie het bovenste deel zou kunnen wegsnijden om de tekening in een kleinere ruimte in te passen. Wattersons uitleg over de nieuwe voorwaarden:

Ik nam een periode vrijaf na een lang en emotioneel belastend gevecht tegen de commercialisering van Calvin and Hobbes. Op zoek naar een manier om mijn enthousiasme te hervinden alvorens mijn contract te hernieuwen stelde ik een nieuw formaat voor de zondagsedities voor, dat me meer vrijheid liet in de opmaak van de frames. Ik was blij verrast toen 'Universal' me voorstelde om de strip aan te bieden onder de vorm van een te-nemen-of-te-laten halve pagina, meer ruimte dan ik had durven vragen, en dat ondanks de te verwachten weerstand van de uitgevers.
Nu nog verzekert mijn syndicaat me dat sommige uitgevers blij waren met het nieuwe formaat, en het verschil met vroeger waardeerden. Maar eerlijk gezegd, de meerderheid dacht er anders over. Volgens het syndicaat mocht ik een groot aantal opzeggingen voor de zondagseditie verwachten. Na een aantal weken van hoog oplopende discussies met paars aanlopende redacteuren suggereerde het syndicaat bij wijze van compromis dat ze het formaat van de strip konden verkleinen tot dat van een tabloid-krant, met hun kleinere pagina's. Ik voor mijn part bekeek het van de zonnige kant: ik had volledige vrijheid in het ontwerp en er kwamen hoegenaamd geen opzeggingen.
Ondanks al het geroep en getier van woedende redacteuren blijf ik erbij dat de grotere zondagsstrips een meerwaarde betekenden voor de kranten, en de stripbladzijden aantrekkelijker maakten voor hun lezers. Strips zijn een visueel medium. Een strip met gedetailleerd tekenwerk is gewoon aantrekkelijker en zorgt voor afwisseling. Hoewel ik best trots ben dat ik erin geslaagd ben om een grotere strip te mogen tekenen denk ik niet dat mijn voorbeeld in de nabije toekomst nog navolging zal vinden. In de krantenwereld betekent bladruimte geld, en ik vermoed dat de meeste uitgevers nog altijd vinden dat het verschil zijn geld niet waard is. Jammer genoeg hebben we hier een vicieuze cirkel: omdat er geen plaats is voor betere tekeningen worden strips simpel gehouden, en als het toch maar simpele tekeningetjes zijn, waarom zou je er dan meer ruimte voor uittrekken?
— uit Calvin and Hobbes: Sunday Pages 1985-1995, 2001, Bill Watterson, p. 15

Ondanks de veranderingen bleef Casper en Hobbes buitengewoon populair zodat Watterson kon blijven schaven aan zijn stijl en techniek in de ruimer bedeelde zondagsedities, zonder oplage te verliezen.
Sinds hij gestopt is met de strip houdt Watterson zich afzijdig van het publiek. Nooit heeft hij te kennen gegeven dat hij de strip weer zou opnemen, of dat we nieuw werk mogen verwachten gebaseerd op zijn populaire figuren. Hij blijft trouw aan zijn principes, vermijdt handtekeningenjagers en wijst elk commercieel gebruik van zijn stripfiguren af. Wel is het bekend dat hij af en toe stiekem gesigneerde exemplaren van zijn boeken op de schappen van een familieboekhandel in zijn buurt legt.

### Commercialisering
Bill Watterson staat bekend om zijn standpunt dat het stripverhaal als een zelfstandige kunstvorm moet worden gezien, en hij heeft zich altijd verzet tegen elke vorm van commercialisering van Casper and Hobbes. Dit standpunt bleef hij trouw, hoewel het voor hem een persoonlijk inkomensverlies betekende van vermoedelijk miljoenen dollars per jaar. Dat is ook de reden waarom de strip nooit omgevormd is tot een tekenfilmreeks.
Behalve de boeken (zie verder) en twee uiterst zeldzame kalenders (1988—1989 en 1989—1990) zijn alle Casper-en-Hobbes-artikelen dan ook illegaal. Behalve T-shirts zijn ook de stickers op autoruiten, waarop je Calvin ziet plassen op de naam of het logo van een firma of sportploeg alomtegenwoordig. Onder dreiging van een rechtszaak verving een van de stickerfabrikanten ('Custom Vehicle Graphics') Calvin door een andere jongen.

## Stijl en invloeden

Strips die van invloed zijn geweest op Casper en Hobbes. De webstrip Sinfest van Tatsuya Ishida is op zijn beurt weer beïnvloed door Casper en Hobbes.

Kenmerkend voor de Casper and Hobbes strips zijn de sobere maar zorgvuldige tekenstijl, intelligente humor, rake observaties, gevat maatschappelijk en politiek commentaar, en goed uitgewerkte karaktervolle personages. Eerdere strips zoals Charles M. Schulz' Peanuts, Percy Crosby's Skippy, Berke Breatheds Bloom County en George Herrimans Krazy Kat vertonen gelijkenissen met Caspers fantasiewereld, en Wattersons gebruik van strips om sociaal-politiek commentaar te geven gaat terug op Walt Kelly's Pogo. Vooral Schulz en Kelly hadden een grote invloed op Watterson in zijn vroege jaren als striptekenaar.
Opmerkelijk in Wattersons tekenstijl zijn de sterk wisselende, vaak overdreven gezichtsuitdrukkingen van zijn personages (vooral die van Casper), uitvoerig getekende, bizarre achtergronden voor Caspers dagdromen, een sterke dynamiek en veelvuldige visuele grappen en metaforen. In de latere jaren, toen hij meer ruimte kreeg voor zijn strip, experimenteerde Watterson vaker met verschillende lay-outs voor de frames, met verhalen zonder dialoog en met het gebruik van witruimte.
Watterson maakte minimale potloodschetsen als startpunt voor zijn tekeningen (hoewel de zondagsedities vaak meer voorbereiding vroegen), waarna hij het grootste deel van de tekening met een klein penseel uitwerkte in Oost-Indische inkt. Hij was erg zorgvuldig in het gebruik van kleur, en stak veel tijd in de keuze van de juiste tinten voor het inkleuren van de zondagsedities.
Watterson gebruikte ook zijn omgeving en herinneringen, soms in aangepaste vorm, als inspiratie. In een bijschrift in een van zijn boeken zegt Watterson: "In de novemberafleveringen probeerde ik altijd dat strenge, grijze, en ruige uitzicht weer te geven dat Ohio dan krijgt," verwijzend naar de staat Ohio in het middenwesten van de Verenigde Staten waar hij opgroeide en de strip begon. Over de uitgestrekte natuur achter Caspers huis zegt hij: "Toen ik een kind was, ging onze achtertuin over in een groot bos, maar het was moerassig en vol struiken, niet zoals die van Casper, die meer lijkt op een nationaal park."

## Personages
Hoofdpersonen
- Casper (Engels: Calvin): een jongen van 6 jaar met heel veel fantasie en uitermate veel alter ego's (zoals de T-Rex, Spaceman Spiff en Hyperman). Zijn beste vriend is zijn speelgoedtijger Hobbes waarmee hij allerhande avonturen beleeft.
- Hobbes: in zijn levende vorm is Hobbes een opzichzelfstaand personage. Net als de filosoof waarnaar hij is vernoemd, heeft Hobbes een cynische kijk op de mens. Hij is er trots op tijger te zijn.
- Caspers moeder: naamloos, is huisvrouw en moeder. Is de tegenpool voor Caspers excentriek gedrag.
- Caspers vader: naamloos, Werkt op kantoor. Wars van commercie en houdt van buitenactiviteiten waar je een vent van wordt ("build character").
- Inge Dekker (Engels: Susie Derkins): Caspers buurmeisje. Is de reden waarom Casper A.M.M.O. opricht. (Alle Meiden Moeten Ophoepelen) (Engels: G.R.O.S.S., een acroniem voor Get Rid Of Slimy girlS).

Terugkerende bijfiguren
- Roosje/Els (In de eerste strips): de oppas (Engels: Rosalyn). Enige die Casper angst inboezemt. Hij doet er alles aan om haar het leven zuur te maken.
- Hammie/Ab (Engels: Moe): klasgenoot van Casper. Hammie is het standaard onbehouwen type dat kleinere kinderen pest. Hij bedreigt Casper regelmatig, bijvoorbeeld voor zijn geld of lunch.
- De onderwijzeres van zijn school, juffrouw Wurmhout/Wormhout (Engels: Miss Wormwood) die door Casper tot het uiterste wordt gedreven waardoor hij regelmatig op bezoek moet bij de hoofdmeester.